# Isono Tamba
Pour les articles homonymes, voir Tamba.
 (juillet 2014).
Isono Tamba (磯野丹波) est un officier d'Azai Nagamasa durant l'époque Sengoku de l'histoire du Japon, seigneur du château de Sawayama dans la province d'Ōmi et un obligé du clan Azai. Il prend part à la bataille de Maibara en 1561 où il se distingue de manière malencontreuse comme étant celui qui attaque accidentellement son camarade Imai Kenroku.
Il est plus tard au service du clan Azai. À la bataille d'Anegawa en 1573, il combat Oda Nobunaga.

## Source de la traduction
- (en) Cet article est partiellement ou en totalité issu de l’article de Wikipédia en anglais intitulé « Isono Tamba-no-kami » (voir la liste des auteurs).